# Lumun
Lumun (Lomon), auch Kuku-Lumun, ist eine zentralafrikanische Sprache der Niger-Kongo-Sprachfamilie und zählt zur Gruppe der kordofanischen Sprachen. 
Sie bildet mit einigen weiteren Sprachen die Talodi-Familie, welche in Kordofan im Sudan gesprochen werden. 